# Casimir mène la grande vie
Casimir mène la grande vie est un roman de Jean d'Ormesson publié en 1997 aux éditions Flammarion.

## Résumé
Casimir vit avec son grand-père Charles-Édouard. Avec Éric, Leila, les amis de Casimir et le professeur Amédée Barbaste-Zillouin, ils forment le Groupe et mènent des activités clandestines pour défendre certaines valeurs,. 
Cette œuvre est une fable, une fantaisie récréative, selon Marianne Payot de la revue Lire, où l'auteur, Jean d'Ormesson, s'exprime indirectement sur « le combat entre la philosophie et l'histoire, le désenchantement actuel, la remise en cause de la notion de progrès, le mal et le bien indissociables, la nécessité de l'engagement »,.

## Éditions
- Casimir mène la grande vie : roman, Paris, Gallimard, 1997, 212 p. (ISBN 2-07-074848-0 et 9782070748488)
- Casimir mène la grande vie, Paris, Éditions Gallimard, coll. « Folio », 1999, 253 p. (ISBN 2-07-040723-3 et 978-2070407231)